# الوین جمال‌اف
الوین جمال‌اف (انگلیسی: Elvin Camalov؛ زادهٔ ۴ فوریهٔ ۱۹۹۵) بازیکن فوتبال اهل جمهوری آذربایجان است.
از باشگاه‌هایی که در آن بازی کرده‌است می‌توان به باشگاه فوتبال قبله اشاره کرد.
وی همچنین در تیم‌های ملی فوتبال زیر ۱۷ سال جمهوری آذربایجان، زیر ۱۹ سال جمهوری آذربایجان، زیر ۲۱ سال جمهوری آذربایجان، و جمهوری آذربایجان بازی کرده‌است.